# 慕貞
慕貞（ぼてい、모정）は、金官伽倻の第2代の王居登王の妃である。金官伽倻の第3代の王麻品王を生む。
許黄玉がインドのサータヴァーハナ朝から船に乗って48年に伽耶に渡来した際に、媵臣（嫁にいく女の付き人）としてサータヴァーハナ朝から伽耶に渡来した申輔（官職泉府卿を務める）の娘である。
慕貞は、『花郎世記』には申輔の娘と記録されているが、『三国遺事』には申輔の妻と記録されている。

## 家族
- 父：申輔
- 夫：居登王
- 子：麻品王